# Expedition 36

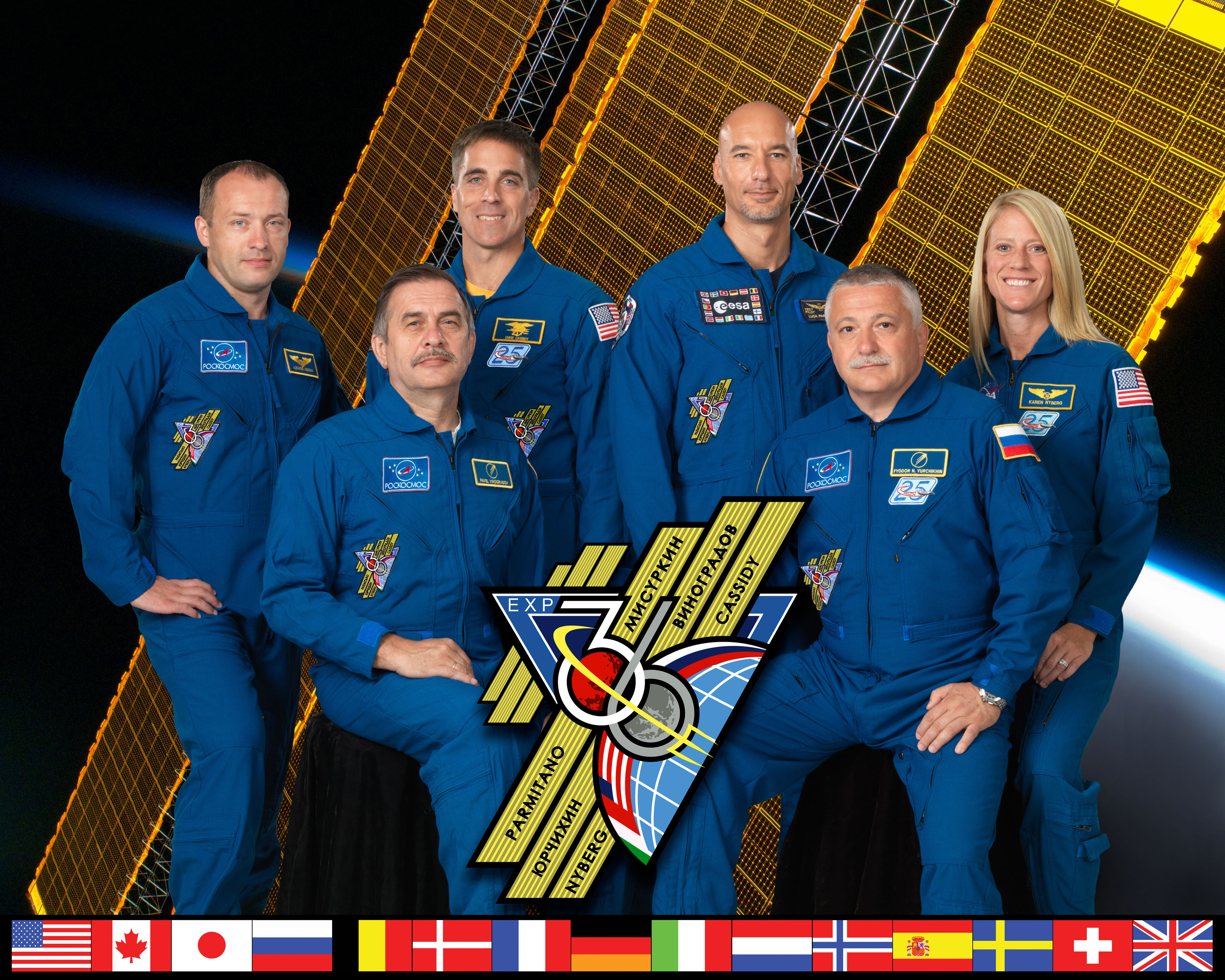
Expedition 36 besättning.

Expedition 36 var den 36:e expeditionen till Internationella rymdstationen (ISS). Expeditionen började den 13 maj 2013 då delar av Expedition 35s besättning återvände till jorden med Sojuz TMA-07M.
Karen L. Nyberg, Fjodor Jurtjichin och Luca Parmitano anlände till stationen med Sojuz TMA-09M den 29 maj 2013
Expeditionen avslutades den 10 september 2013 då Pavel Vinogradov, Aleksandr Misurkin och Christopher J. Cassidy återvände till jorden med Sojuz TMA-08M.

## Besättning
| Position       | Första delen (13 maj - 29 maj 2013)              | Andra delen (29 maj - 10 september 2013)         |
| -------------- | ------------------------------------------------ | ------------------------------------------------ |
| Befälhavare    | Pavel Vinogradov, RSA Hans tredje rymdfärd       | Pavel Vinogradov, RSA Hans tredje rymdfärd       |
| Flygingenjör 1 | Aleksandr Misurkin, RSA Hans andra rymdfärd      | Aleksandr Misurkin, RSA Hans andra rymdfärd      |
| Flygingenjör 2 | Christopher J. Cassidy, NASA Hans andra rymdfärd | Christopher J. Cassidy, NASA Hans andra rymdfärd |
| Flygingenjör 3 |                                                  | Karen L. Nyberg, NASA Hennes andra rymdfärd      |
| Flygingenjör 4 |                                                  | Fjodor Jurtjichin, RSA Hans fjärde rymdfärd      |
| Flygingenjör 5 |                                                  | Luca Parmitano, ESA Hans första rymdfärd         |